# 監視・鞭撻運動
監視・鞭撻運動（かんし・べんたつうんどう）とは、日本の右翼・民族派の政治運動の一つ。

## 概要
政府や与党の動向について、常に監視の目を光らせ、それが右翼の主義主張に反したり、左翼の増長を招いている場合は、抗議活動を行うなど身体を張って阻止・牽制する。また、汚職などの金権腐敗が発覚した時も、「左翼に付け入る隙を与えた」という理由で、国政を担う政治家としての覚醒を促すべく行動する。
一方で、右翼の主義主張と一致する場合は、激励（鞭撻）して、更なる推進・実現を目指していくというものである。